# 테크노폴리스로
테크노폴리스로(Technopolis-ro)는 대구광역시 달성군 유가읍 산성지하차도와 달서구 수목원지하차도를 잇는 대구광역시의 도로이다.

## 연혁
- 2010년 6월 25일 : 착공
- 2014년 10월 27일 : 전 구간 개통[1]
- 2014년 10월 30일 : 달성군 유가읍 쌍계리 ~ 달서구 대곡동 13.64km 구간을 자동차 전용도로로 지정[2]
- 2014년 11월 30일 : 도로 공사 준공[3]

## 주요 경유지
대구광역시
- 달성군 (유가읍 - 논공읍 - 옥포읍 - 화원읍) - 달서구

## 노선
- (■): 자동차 전용도로 구간

| 이름                  | 접속 노선           | 소재지              | 소재지                            | 비고                              |
| 테크노순환로와 직결   | 테크노순환로와 직결 | 테크노순환로와 직결 | 테크노순환로와 직결               | 테크노순환로와 직결               |
| --------------------- | ------------------- | ------------------- | --------------------------------- | --------------------------------- |
| 산성지하차도          | 현풍로              | 달성군              | 유가읍                            |                                   |
| 쌍계1교               |                     | 달성군              | 유가읍                            |                                   |
| 초곡터널              |                     | 달성군              | 유가읍                            | 상행 연장 1,370m 하행 연장 1,320m |
| 초곡터널              | 논공읍              | 달성군              |                                   | 상행 연장 1,370m 하행 연장 1,320m |
| 김흥2터널             |                     | 달성군              | 상행 연장 1,260m 하행 연장 1,258m |                                   |
| 김흥2터널             | 옥포읍              | 달성군              | 상행 연장 1,260m 하행 연장 1,258m |                                   |
| 김흥 교차로 (김흥2교) | 옥포로              | 달성군              |                                   |                                   |
| 김흥1교               |                     | 달성군              |                                   |                                   |
| 김흥1터널             |                     | 달성군              | 상행 연장 348m 하행 연장 375m     |                                   |
| 지랑2교               |                     | 달성군              |                                   |                                   |
| 기세 교차로 (지랑1교) | 옥포로              | 달성군              | 상행 진출 불가 하행 진입 불가     |                                   |
| 기세터널              |                     | 달성군              | 상행 연장 1,940m 하행 연장 1,930m |                                   |
| 기세터널              | 화원읍              | 달성군              | 상행 연장 1,940m 하행 연장 1,930m |                                   |
| 명곡1교               |                     | 달성군              |                                   |                                   |
| 명곡터널              |                     | 달성군              | 연장 1,020m                       |                                   |
| 본리3교               |                     | 달성군              |                                   |                                   |
| 본리터널              |                     | 달성군              | 연장 495m                         |                                   |
| 본리터널              | 대구광역시          | 달서구              | 연장 495m                         |                                   |
| 수목원지하차도        | 대구광역시          | 달서구              | 화암로                            |                                   |
| 화암로와 직결         |                     |                     |                                   |                                   |

## 주의 사항
- 테크노폴리스로는 개통과 동시에 자동차 전용도로로 지정되어 있으므로 손수레, 자전거, 보행자, 우마차는 통행이 금지되어 있다. 이륜자동차(모터사이클 혹은 오토바이)는 긴급자동차로 지정된 이륜자동차(싸이카 및 소방용 모터사이클 등)에 한해 통행이 가능하며 그 밖의 이륜자동차와 초소형 전기차, 농기계는 통행이 금지되어 있다.